# Grand Prix Nizozemska 1969
Grand Prix Nizozemska 1969 (oficiálně XVII Grote Prijs van Nederland) se jela na okruhu Circuit Zandvoort v Zandvoortu v Nizozemsku dne 21. června 1969. Závod byl čtvrtým v pořadí v sezóně 1969 šampionátu Formule 1.

## Závod
| Poř.   | No. | Jezdec               | Konstruktér  | Počet kol | Čas/Odstoupení | Pořadí na startu | Body |
| ------ | --- | -------------------- | ------------ | --------- | -------------- | ---------------- | ---- |
| 1      | 4   | Jackie Stewart       | Matra-Ford   | 90        | 2:06:42.08     | 2                | 9    |
| 2      | 10  | Jo Siffert           | Lotus-Ford   | 90        | + 24.52        | 10               | 6    |
| 3      | 8   | Chris Amon           | Ferrari      | 90        | + 30.51        | 4                | 4    |
| 4      | 7   | Denny Hulme          | McLaren-Ford | 90        | + 37.16        | 7                | 3    |
| 5      | 12  | Jacky Ickx           | Brabham-Ford | 90        | + 37.67        | 5                | 2    |
| 6      | 11  | Jack Brabham         | Brabham-Ford | 90        | + 1:10.81      | 8                | 1    |
| 7      | 1   | Graham Hill          | Lotus-Ford   | 88        | + 2 kola       | 3                |      |
| 8      | 5   | Jean-Pierre Beltoise | Matra-Ford   | 87        | + 3 kola       | 11               |      |
| 9      | 14  | John Surtees         | BRM          | 87        | + 3 kola       | 12               |      |
| 10     | 18  | Vic Elford           | McLaren-Ford | 84        | + 6 kol        | 15               |      |
| Ret    | 17  | Silvio Moser         | Brabham-Ford | 54        | Zapalování     | 14               |      |
| Ret    | 6   | Bruce McLaren        | McLaren-Ford | 24        | Zavěšení       | 6                |      |
| Ret    | 2   | Jochen Rindt         | Lotus-Ford   | 16        | Hřídel         | 1                |      |
| Ret    | 16  | Piers Courage        | Brabham-Ford | 12        | Spojka         | 9                |      |
| Ret    | 15  | Jackie Oliver        | BRM          | 9         | Převodovka     | 13               |      |
| Zdroj: |     |                      |              |           |                |                  |      |

## Průběžné pořadí po závodě
Pohár jezdců
|        | Pořadí | Jezdec         | Body |
| ------ | ------ | -------------- | ---- |
|        | 1      | Jackie Stewart | 27   |
|        | 2      | Graham Hill    | 15   |
| 2      | 3      | Jo Siffert     | 13   |
|        | 4      | Denny Hulme    | 11   |
| 2      | 5      | Bruce McLaren  | 10   |
| Zdroj: |        |                |      |

Pohár konstruktérů
|        | Pořadí | Konstruktér  | Body |
| ------ | ------ | ------------ | ---- |
|        | 1      | Matra-Ford   | 27   |
|        | 2      | Lotus-Ford   | 21   |
|        | 3      | McLaren-Ford | 15   |
|        | 4      | Brabham-Ford | 9    |
| 3      | 5      | Ferrari      | 4    |
| Zdroj: |        |              |      |